# قائن
قاین یا قائِن، یکی از شهرهای استان خراسان جنوبی و مرکز شهرستان قائنات در ایران و دومین شهر پر جمعیت خراسان جنوبی است. قائن در صد کیلومتری مرکز استان واقع شده است. این شهر به دلیل زعفران و زرشک مرغوب آن دارای شهرت جهانی است و به عنوان پایتخت زعفران و زرشک دنیا شناخته می‌شود. طبق آخرین داده‌های جغرافیایی بیشترین درازای شهر قاین ۱۰ کیلومتر می‌باشد. شهر قائن که در گذشته دارای برج و بارو، کهن دژ، خندق و ارگ بوده، مهم‌ترین شهر و مرکز استان قهستان بزرگ بوده است. بر اساس آثار تاریخی موجود قائن یکی از قدیمی‌ترین زیستگاه‌های بشر به حساب می‌آید.

## پیشینه

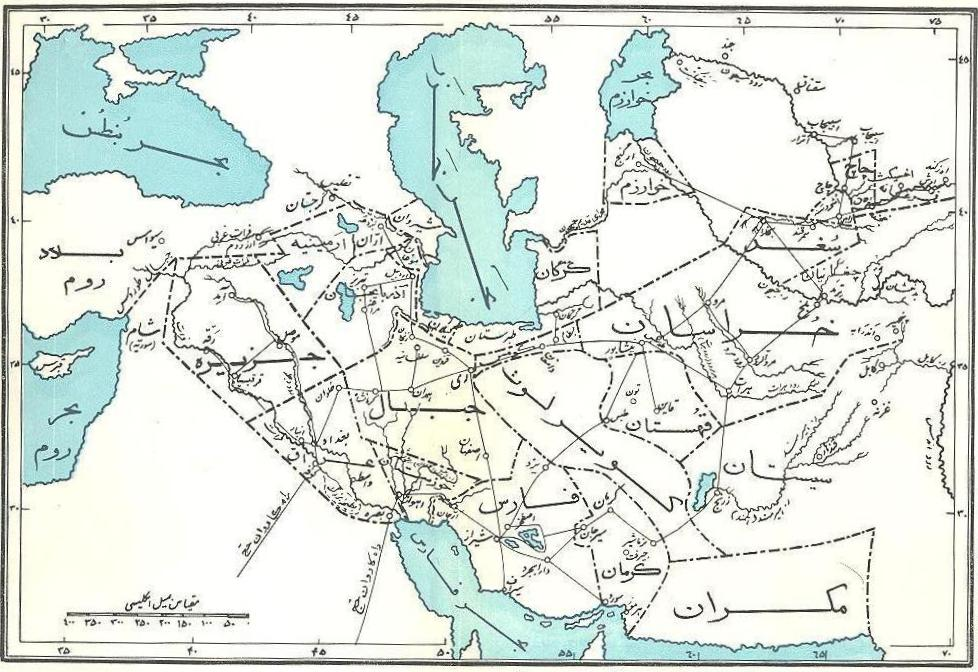
نام قائن بر روی نقشه ایران در عصر خلفای عباسی، برگرفته از کتاب جغرافیای تاریخی سرزمین‌های خلافت شرقی، در سمت راست نقشه ولایت قهستان به مرکزیت شهر کهن قائن نمایان است.

بر اساس آخرین یافته‌های باستان‌شناسی سابقه سکونت در شهر قائن به دوران پارینه سنگی میانی (حدود ۳۰ هزار سال قبل) می‌رسد.
بر اثر حفاری‌های باستان‌شناسی هیئت آمریکایی در غار خونیک در جنوب این شهر، تعدادی دست افزارهای سنگی مربوط به دوران پارینه سنگی میانی در این غار به دست آمد که از لحاظ مطالعات باستان‌شناسی و انسان‌شناسی بسیار حائز اهمیت است. همچنین وجود تعداد زیادی تپه‌های باستانی در اطراف شهر قائن که بر اساس مشاهدات اولیه از دوران پیش از تاریخ دارای آثار و نشانه‌هایی است که قدمت طولانی سکونت در این منطقه از کشور ایران را اثبات کرده است.
نقل است که شهر قائن را کی لهراسپ پدر گشتاسب ساخته است. مارکوپولو در سفرنامه خود از این ناحیه به نام «تونوکاین» نام برده است که این نام از نام دو شهر بزرگ ایالت قهستان که قاین و نواحی تون می‌باشد گرفته شده است. همچنین در سال ۴۴۴ هـ. ق ناصرخسرو قبادیانی از این شهر دیدن کرده و از استحکامات شهر و مسجد جامع آن یاد کرده است. ایالت قهستان، هم‌زمان با ورود اعراب به ایران، پناهگاه زرتشتیانی بود که به آن پناه آورده بودند. حمدالله مستوفی، در قرن هشتم هجری از مرکزیت قائن نسبت به‌آبادی‌های دیگر قهستان، و همچنین از فراوانی زعفران و میوه آن گزارش داده است. یکی از مهم‌ترین آثار تاریخی قائن، مسجد جامع آن است که از بناهای قرن هشتم هجری می‌باشد.
قائن در عصر زمامداران ساسانیان نیز از مراکز مهم قدرت و از شهرهای استراتژیک ایران به‌شمار می‌آمده است.
قاین در دوره اسلامی نیز بزرگ‌ترین شهر استان کوهستان (قهستان) بوده، به دلیل اینکه در مسیر راه‌های مهم تجاری سیستان و کرمان و سواحل دریای عمان به (سنگ بست) بوده، همواره اهمیت داشته است. اهمیت تجاری و اقتصادی قاین به حدی بوده که مقدسی در قرن چهارم هجری آن را (دروازه عمان و بارانداز کرمان و انبار خراسان) نامیده است. این شهر در دوره اسلامی دارای بارویی با دروازه‌های مختلف بوده و خندقی بر گرداگرد آن احاطه داشته که هنوز بخش اندکی از بقایای این خندق باقی است.

## نام‌گذاری
ریشهٔ نام‌گذاری به‌درستی مشخص نیست اما چهار نظر را می‌توان مورد ارزیابی قرار داد:
۱. قاین نام طایفه‌ای باشد از هپتالیان که پیش از اسلام بر سرزمین قاینات حکومت می‌کردند.
1. به معنی «بهره گرفته» که در کتاب مقدس در بخش آفرینش نیز نام پسر اول حضرت آدم از همین ریشه، قائن ذکر شده است.
2. قاین تغییر یافته کائن است. کائن به معنی موجود - وجود است و کائنات جمع آن است.
3. قائن تغییر یافته از قهستان، و قهستان تغییر یافته و عربی شدهٔ کوهستان است.[۸]

## جمعیت
بر پایه سرشماری عمومی نفوس و مسکن در سال ۱۳۹۵ جمعیت این شهر ۴۲٬۳۲۳ نفر (در ۱۱٬۹۲۰ خانوار) بوده است.

## جغرافیای طبیعی

### موقعیت جغرافیایی
شهر قائن بین ۵۹درجه و ۱۲ دقیقه تا ۵۹درجه و ۱۴دقیقه طول شرقی و ۳۳درجه و ۴۲ دقیقه تا ۳۳درجه و ۴۵ دقیقه عرض شمالی واقع است.
قاین بر روی دشتی هموار در ارتفاع ۱۴۴۰ متر از سطح دریا قرار داشته و فاصله آن از بیرجند مرکز استان خراسان جنوبی ۱۰۵ کیلومتر است.

### اقلیم

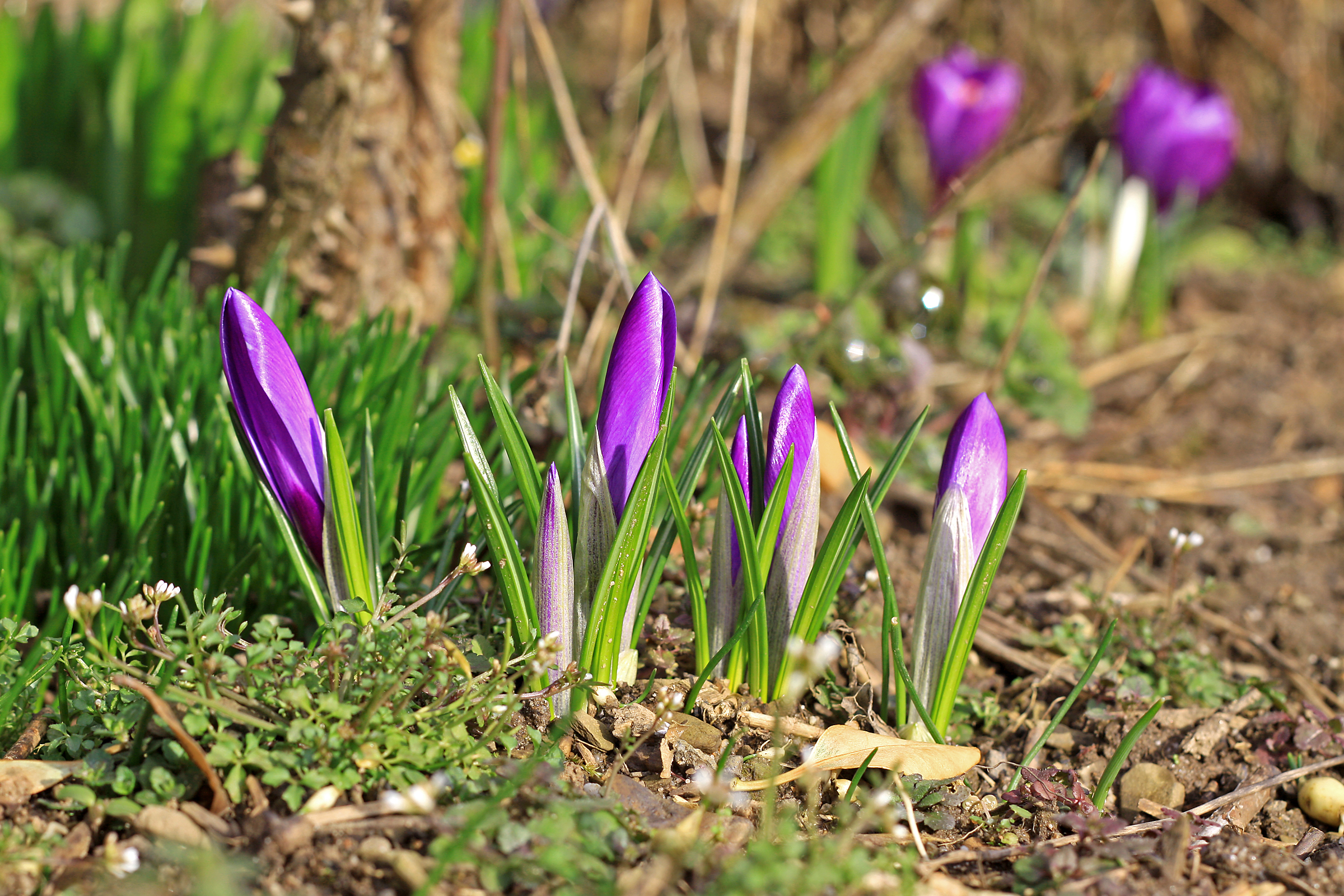
قائن، پایتخت طلای سرخ جهان

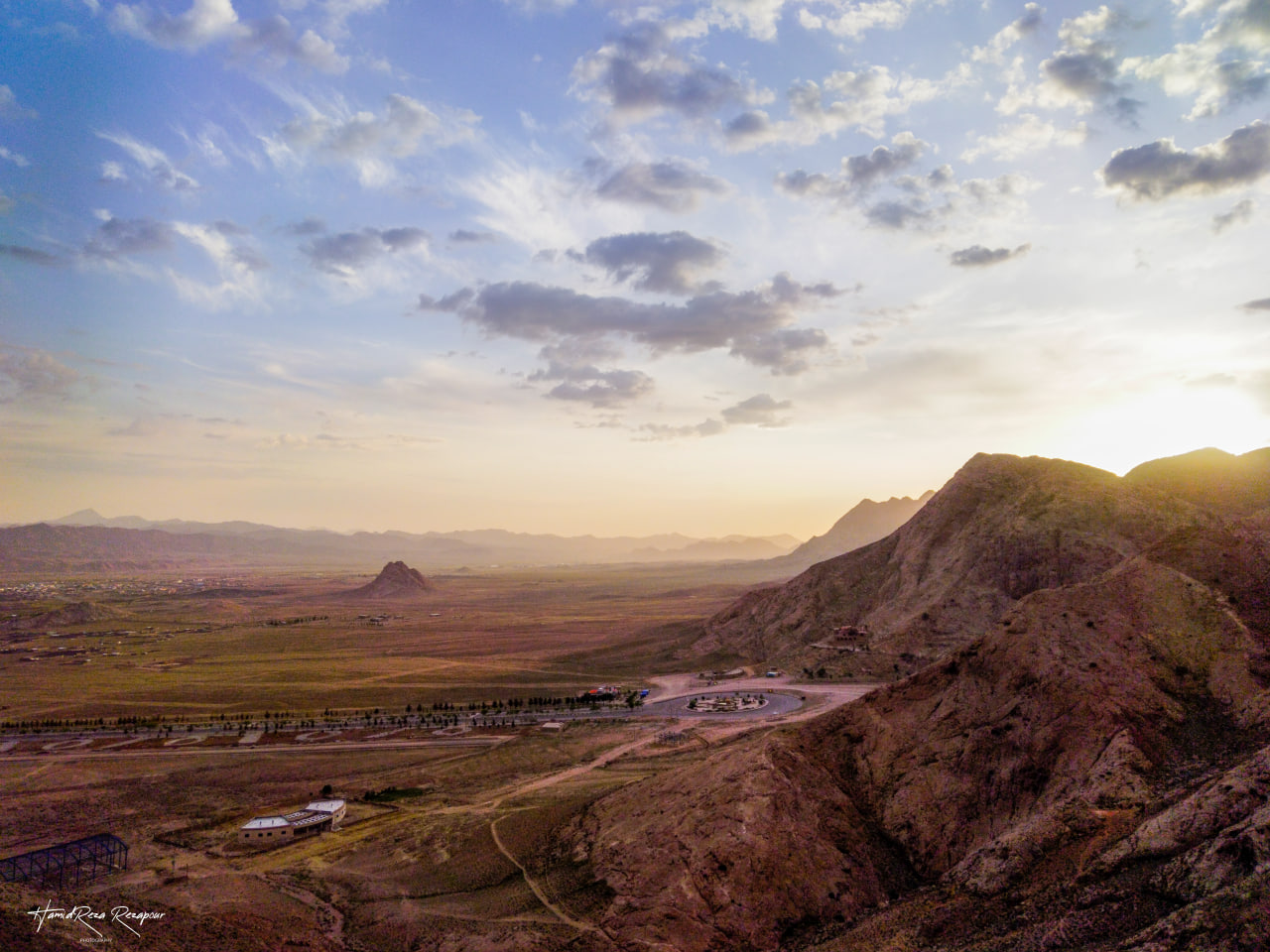
اقلیم قائن نیز همان‌گونه که در معنی نام قاین عنوان شد کوهستانی است، تصویر از قلعه حسین قائنی با دید به آرامگاه بزرگمهر (بوذجمهر) قاینی که هر دو در منطقه ای کوهستانی در شهر قاین واقع شده‌اند.

در روش کوپن این منطقه جزو مناطق سردسیر محسوب می‌گردد. تابش آفتاب در تابستان این منطقه زاید و در زمستان بسیار کم است از این رو زمستان‌ها سرد و سخت است. مقدار بارندگی در تابستان به صفر می‌رسد. فصل بارندگی در قاین از آبان ماه آغاز و تا خرداد ادامه پیدا می‌کند. متوسط بارش سالیانه قاینات ۱۸۰ میلی‌متر بوده و پر بارانترین شهرستان استان به حساب می‌آید. تغییرات درجه حرارت چه به لحاظ زمانی و چه به لحاظ مکانی در قاین زیاد است. سردترین و گرمترین ماه سال به ترتیب بهمن و مرداد محسوب می‌شود.
ایستگاه هواشناسی قاین به‌طور متوسط در طول دوره آماری خود دارای ۹۵ روز یخبندان است که بیشترین روزهای یخبندان مربوط به دی ماه (ژانویه) می‌شود. باد غالب این منطقه نیز شرقی است.
طول جغرافیایی: E 10 59 عرض جغرافیایی: N 43 33 ارتفاع از سطح دریا: ۱۴۳۲ متر
سال تأسیس: ۱۳۶۶ نوع ایستگاه: همدیدی اصلی موقعیت ایستگاه: شمال غربی شهرستان
شرایط بارندگی میزان رطوبت و تبخیر
میانگین بارندگی سالانه:۱۷۳ میلی‌متر میانگین تبخیر سالانه: ۲۶۴۵ میلی‌متر
حداکثر بارش ۲۴ ساعته: ۴۰ میلی‌متر حداکثر تبخیر ماهیانه (جولای): ۴۵۰ میلی‌متر
بارندگی بیش از ۱۰ میلی‌متر: ۸ روز میانگین رطوبت در زمستان: % ۵۴
میانگین رطوبت سالانه: % ۳۸ میانگین رطوبت در تابستان: % ۲۵
وضعیت درجه حرارت فشار سطح ایستگاه
کمینه مطلق دما: C23- حداقل فشار سالانه: hpa 838
بیشینه مطلق دما: C 42+ حداکثر فشار سالانه: hpa 868
میانگین دمای سالانه: C 14+ میانگین فشار سالانه: hpa ۸۵۳
شرایط وزش باد
باد غالب از سمت شمال شرق با سرعت m/s 9/4 باد غالب (سهم سالانه): % ۲۰
میانگین سرعت باد روزانه: m/s 5/2 باد آرام (سهم سالانه): % ۴۶
شدیدترین باد در طول دورة آماری (۲۰۰۶–۱۹۸۷) با سرعت km/h ۹۰
اقلیم و پوشش گیاهی دورة خشکی
نوع اقلیم: خشک طول دورة خشکی: ۲۲۰ روز
نوع پوشش گیاهی: بوته ای شروع دورة خشکی: اواخر فروردین
وضعیت طبیعی منطقه: نیمه بیابانی و کوهپایه ای پایان دورة خشکی: اواخر آبان

## فرهنگ عامه
برخی از سنت ها و ایین در منطقه خراسان بزرگ و سیستان بنام قاین شناخته شده است

### کف‌زنی و آتشونی
ریشه چوبک که دراصطلاح محلی به آن بیخ می‌گویند. بیخ را از دامنه مناطق سردسیر جمع‌آوری می‌کنند. ریشه‌ها را درظرف آبی جوشانده و آب جوشیده سرد شده را درظرف بزرگ سفالی بنام تغار ریخته و به وسیلهٔ دسته گزی آن را به هم زده و سپس کف روی آن را جدا و در ظرف سفالی دیگری می‌ریزند. آنقدر بهم می‌زنند که به صورت خامه درآید.
آنگاه مقداری شکر یا شیره انگور به آن اضافه کرده، سپس با مقداری مغز بادام، پسته یا گردو تزیین می‌کنند. این شیرینی محلی علاوه بر اینکه ازنظر اقتصادی مقرون به صرفه می‌باشد، برای درمان بیماری‌های گوارشی مناسب است. تهیه کف جز رسوم مردم محسوب می‌شود.
از کف نیم رس نیز تهیه می‌شود. تهیه کف نیم رس در شب‌های سرد زمستان و به خصوص شب یلدا رایج است.

### لهجه و گویش
گویش قاینی یکی از گویش‌های جنوب خراسان با ویژگی‌های فارسی دری است.

### خوردنی‌های سنتی
همان‌طور که همه مردم ایران و دنیا می‌دانند، سوغات این شهر، زعفران است که بسیار معروف و با کیفیت است. از جمله خوردنی‌های سنتی قائن می‌توان از قروت یا کشک قاینی، کشک بادمجان، کلمپه، آش جوش پره، اشکنه بنه یا قاتق، کشک لچ، غلور جوش، کشک زرد، چکمال و کما و سمارق (قارچ محلی) نام برد. با توجه به قدمت حدوداً ۳۰ هزار ساله قاین یا قاینات به عنوان اولین زیستگاه بشر در شرق ایران، کشک دیگ چدنی قاینی یا همان قروت قاینی جزء قدیمی‌ترین غذاهای ایران شناخته می‌شود. این کشک با استفاده از شیر و در ظرف‌های چدنی فرآوری و سپس با گردو و ادویه و سبزیجات همین منطقه آماده و طبخ می‌شود

## بهداشت
شبکه بهداشت و درمان قائن زیر مجموعه دانشگاه علوم پزشکی بیرجند است. این شبکه دارای یک بیمارستان ۱۲۰ تختخوابی، دانشکده پرستاری و مامایی، مرکز آموزش بهورزی و هنرستان بهیاری (شهید کاوه) است.

## دانشگاه‌ها

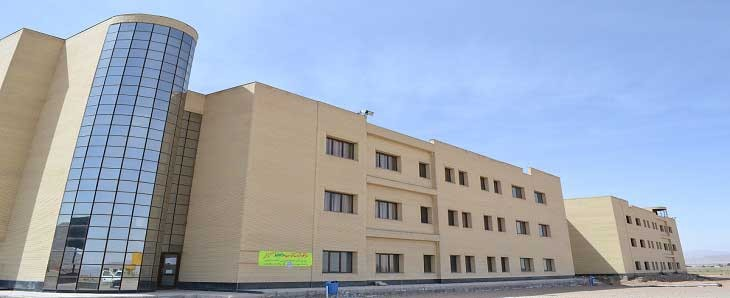
دانشگاه بزرگمهر قاین

- دانشگاه بزرگمهر قائنات
- دانشکده علوم پزشکی قاین
- دانشگاه آزاد اسلامی واحد قائنات
- دانشگاه پیام نور مرکز قاین
- دانشکده فنی و حرفه ای امام خمینی
- دانشگاه فرهنگیان مدرس

## سرشناسان
فهرست مشاهیر و نام آوران شهر قائن در بخش اهالی قائن قابل مشاهده است.

## زیست‌شناسی
افعی دم عنکبوتی
عنکبوت موش شکل کوپونن گونه‌ای از عنکبوت بومی انحصاری ایران است. نمونه‌های این عنکبوت که تا کنون تنها جنس نر آن شناخته شده است از قائن جمع‌آوری شده‌اند.

## آثار باستانی و دیدنی
آخرین بررسی‌ها در شهر قائن به شناسایی ۱۷۰ اثر منجر شده است. این آثار شامل تپه‌ها و محوطه‌های باستانی، قلعه‌ها، مساجد، مقابر و آرامگاه‌ها، خانه‌های تاریخی، درختان کهنسال، غارها، پناهگاه‌های سنگی و دژهای زیرزمینی است.
بیشترین تراکم آثار مربوط به قرون میانه اسلامی به خصوص سده پنجم (اواخر سلجوقی) تا سده ۸ (تیموریان) است به شکلی که اکثر تپه‌ها و محوطه‌های باستانی و قلعه‌های کوهستانی و بسیاری از غارها دارای آثاری از این دوران است. «وجود رشته کوه‌هایی که دارای ساختار آهکی است در منطقه، باعث به‌وجود آمدن تعداد فراوانی غار در مناطق مختلف شهرستان قائن شده است.»
غارهای شناسایی شده بیشتر در مناطق مرکزی شهرستان پراکنده‌اند. علاوه بر شگفتی‌های طبیعی که این غارها دارند وجود نشانه‌هایی از آثار تاریخی به خصوص وجود آثار معماری در بسیاری از غارها، آن‌ها را به یکی از جاذبه‌های مهم تاریخی و گردشگری منطقه تبدیل کرده و از این نظر دارای استعدادهای بالقوه فراوانی است. همچنین این بررسی‌ها به شناسایی ۴۰ قلعه تاریخی در این شهر منجر شد. بیشتر این قلعه‌ها در زمان اسماعیلیان (۱۰۰۰ سال پیش) ساخته شده و کاربرد نظامی داشته‌اند. قدمت بقیه قلعه‌ها به دوران ساسانی (۲۰۰۰ سال پیش) و سلجوقیان (هم‌زمان با اسماعیلیان) بازمی‌گردد.

### قلعه چهل دختر
قلعه چهل دختر در ۵٫۳ کیلومتری جنوب شرق شهر قائن و در بخش مرکزی واقع شده و به شماره ۱۵۲۷۲ در فهرست آثار ملی ایران به ثبت رسیده است. این قلعه بر فراز کوهی مشرف به دشت و شهر قائن واقع شده است. این کوه، سطح وسیع و مناسبی برای ساخت و ساز دارد. بالاترین نقطه قلعه، نزدیک به جبهه غرب آن، و از این نقطه تمام قسمت‌های قلعه قابل کنترل و تحت نظر است.

### مسجد جامع
مسجد جامع قائن که از بناهای قرن هشتم هجری است، در قائن واقع شده است. این مسجد، طبق کتیبه‌ای که در لوح سنگی نقل شده، در سال ۱۰۸۶ هـ. ق مرمت شده است. منبر چوبی نفیس آن در سال ۱۰۸۲ هـ. ق ساخته شده، و از نمونه‌های عالی هنرهای دستی است. بنا بر اطلاعات سنگ لوحه‌های موجود در این مسجد، این بنا در زمان سلاطین گورکانی در قرن هشتم هجری، و به وسیله امیر جمشید بن قارن قاینی، یکی از سرداران گورکانی، بازسازی و اصلاح شده است. اما بسیاری نیز بنا بر برخی مدارک، احداث این بنا را به اوایل قرن پنجم هجری نسبت داده‌اند، ضمن این که برخی شواهد دیگر نشان می‌دهد که احتمالاً این مسجد روی بقایای به جا مانده از یک آتشکده در دوران پیش از اسلام بنا شده است.

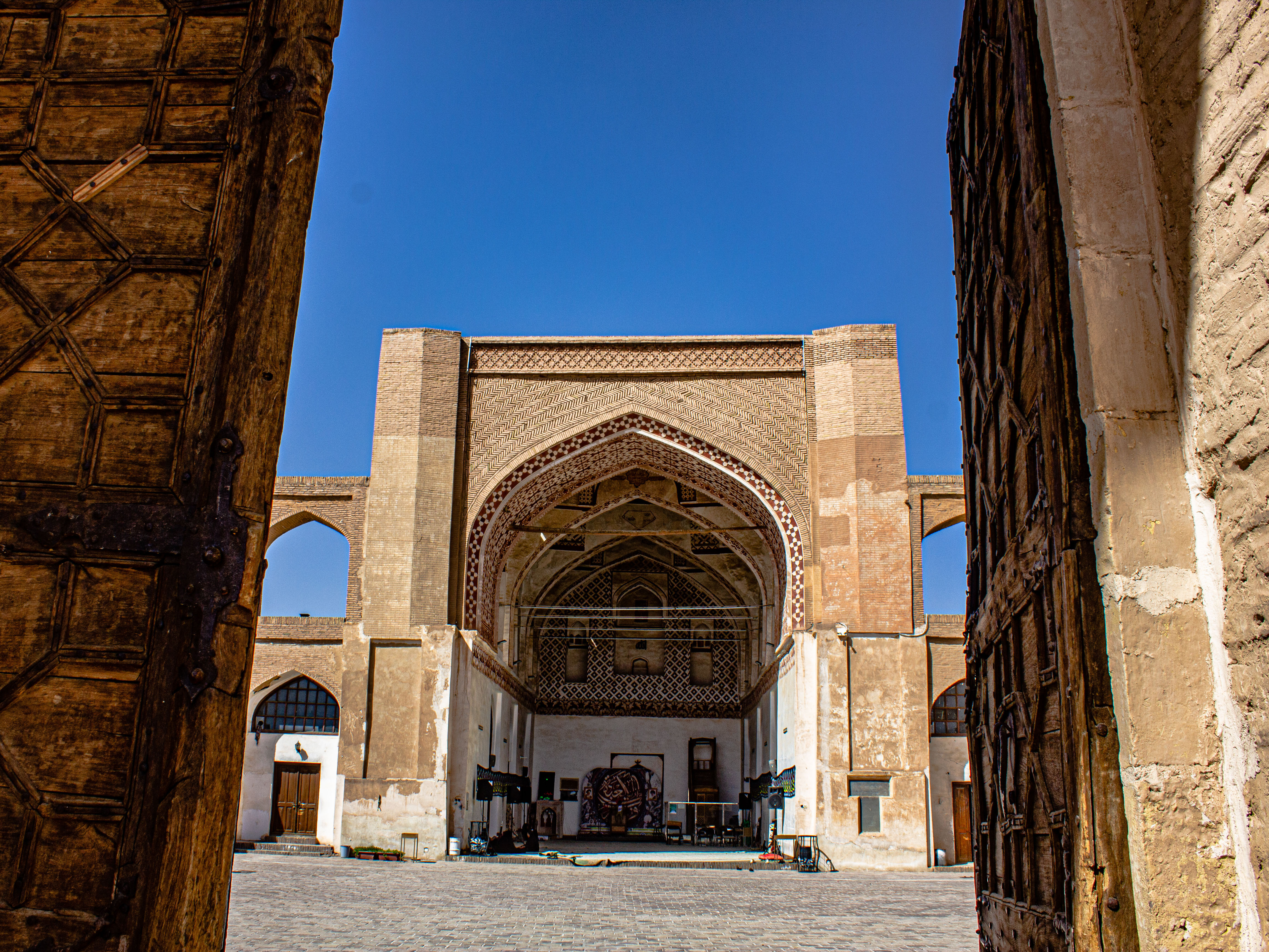
مسجد جامع قاین

### غار خونیک
غار «خونیک» در جنوب قائن که در حاشیه جاده آسیایی قرار دارد. شاخص‌ترین غار قائن است که نخستین بار در سال ۱۹۵۴ توسط کارلتون مورد کاوش قرار گرفت، قدمت این غار به دوران پارینه سنگی میانی می‌رسد و بقایای اسکلت انسان‌های پیش از تاریخ و دست افزارهای سنگی از این غار به دست آمده است.

### آرامگاه (عمارت) بزرگمهر قائنی
در ۵ کیلومتری جنوب قائن بر دامنهٔ کوه بزرگمهر، مقبره‌ای قرار دارد که متعلق به یکی از عرفای نامدار، سیاستمدار و شاعر قرن چهارم و پنجم هجری قمری به نام قسیم بن ابراهیم بن منصور معروف بزرگمهر قائنی است. آرامگاه بزرگمهر قائنی بر اساس شواهد، از بناهای ساخته شده در قرن ۶ و ۷ هجری قمری می‌باشد. این بنا به شکل چلیپایی و با معماری زیبایی ساخته شده. بقعه آن چهار ایوانی و گنبد بر فراز این ایوان‌ها استوار شده است. نوادگان بزرگمهر، خانواده «نوری ابوذری» و هم‌اکنون اکثراً ساکن همین شهر هستند. پسوند خانوادگی «ابوذری» متعلق به این خانواده و برگرفته از نام بوذرجمهر است.

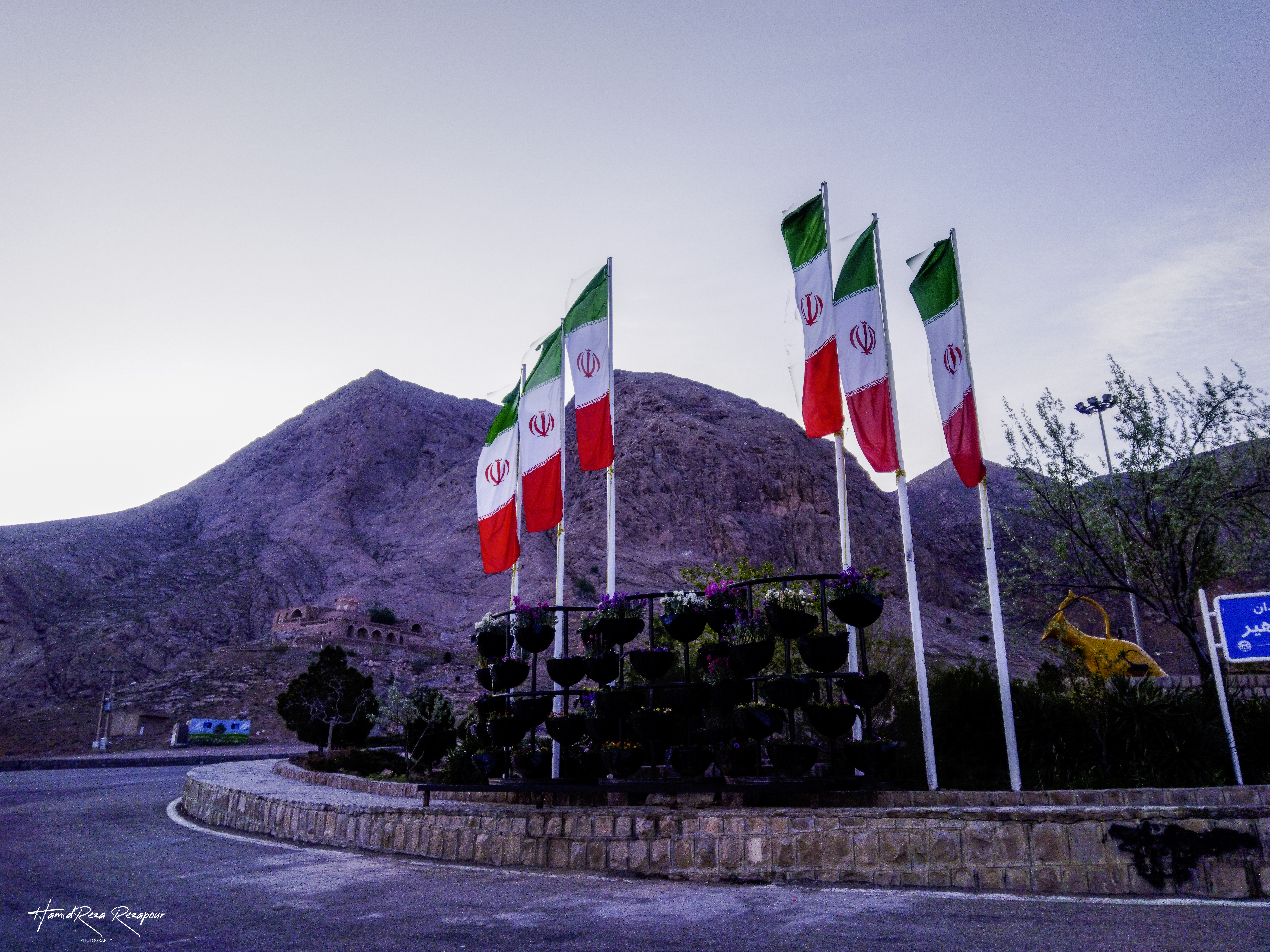
میدان مشاهیر در منطقه گردشگری قاین. مقبره بزرگمهر در میانه کوه در میدان مشاهیر از زیبایی‌های این مقبره است

### آرامگاه شیخ ابوالمفاخر
این آرامگاه در قبرستان ابوالخیری قائن است. شیخ ابوالمفاخر از مشاهیر معروف و حکمای عالی مقام ایران است. وی در فن دبیری و جامع علوم معقول و منقول، افضل نویسندگان آن وقت بوده است. آرامگاه وی در جنوب شهر قرار دارد و به صورت تفریحگاهی بزرگ درآمده است.

### قلعه کوه قائن
قلعه حسین قائنی معروف به قلعه کوه قائن در فاصله سه کیلومتری جنوب شهر قائن در ارتفاعات رشته کوه قهستان قرار دارد. این قلعه از جنوب و شرق به ارتفاعات و از سمت غرب و شمال به دشت قائن محدود است.
این قلعه در دوره سلجوقی به دستور قاضی حسین قائنی که از سرداران حسن صباح در قهستان بوده، ساخته شده است. این قلعه پس از قلعه شاه دژ نهبندان بزرگ‌ترین قلعه خراسان جنوبی است. این دژ یکی از بزرگ‌ترین دژهای خراسان جنوبی است و سال‌ها مرکز حکومت حکام ایالت قهستان بود. این قلعه مشرف بر منطقه قهستان بوده بطوریکه حکام آن در هنگام خطر یا حمله دشمن از مناطق شرقی، با نور آتشی که برفراز قلعه کوه زردان، درفاصله ۶۵ کیلومتری آن توسط قوای نظامی خودی برافروخته می‌شد، آگاه می‌شدند
قلعه کوه قائن شامل سه قسمت امیرنشین، قسمت مخصوص سربازان و اصطبل است. همچنین وجود بیش از ۳۰ برج دیدبانی به استحکام، شکوه و عظمت بیشتر بنا کمک کرده است. قلعه کوه قائن در سال ۱۳۸۰ با شماره ثبت ۴۸۰۳ در فهرست آثار ملی ایران به ثبت رسیده است.

نمای ورودی قلعه کوه قاین از داخل

### مقبره دختر ابوتراب، حاکم شهر در زمان صفویان
این مقبره در کنار مقبره ابوالمفاخر در فاصله ای ۱٫۵ متری قرار دارد.

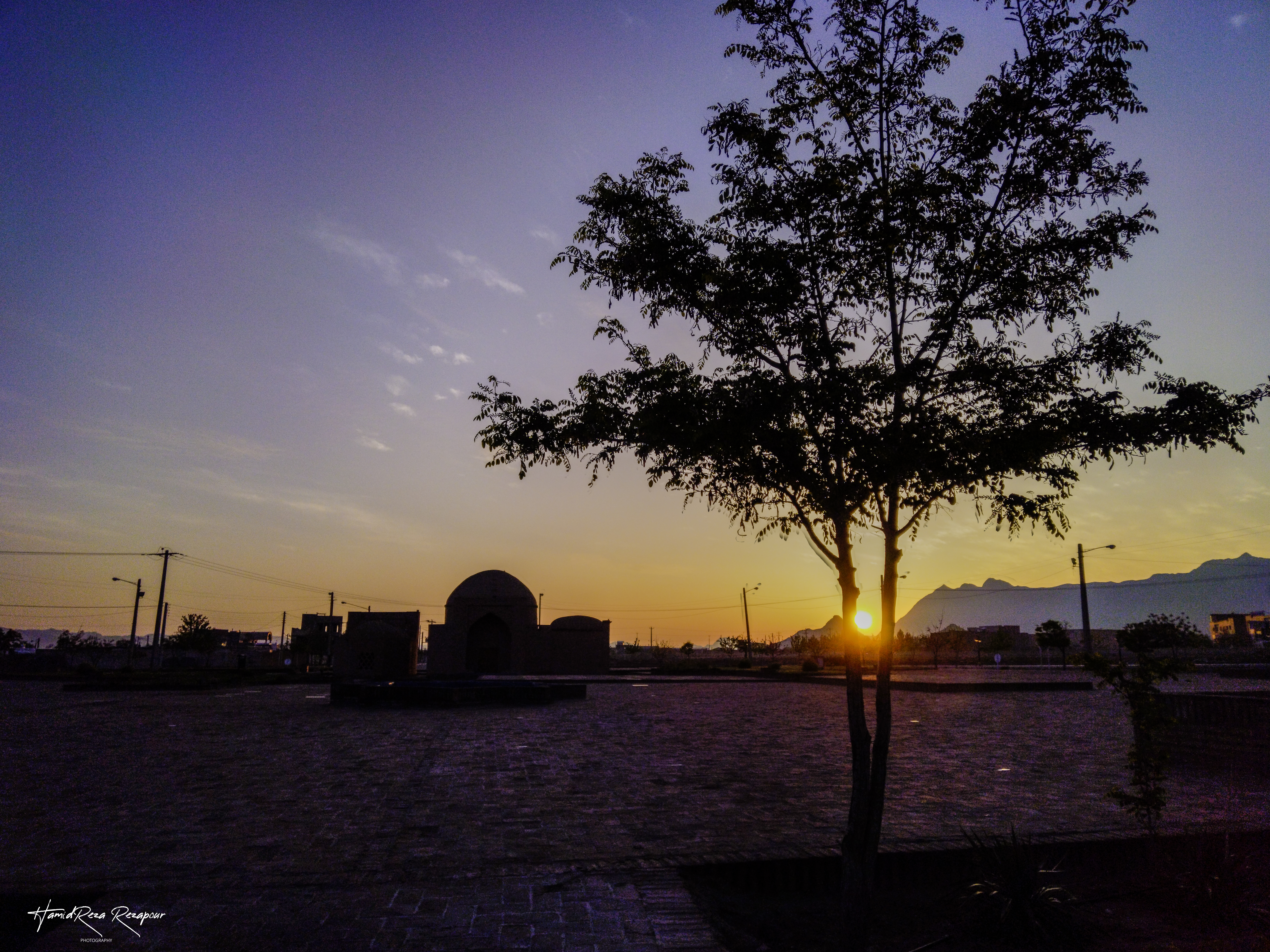
مقبره ابوالمفاخر و دختر حاکم شهر قاین در زمان صفویان

### خانه سلطانی
بنای قدیمی خانه سلطانی یکی از آثار تاریخی شهر قائن مربوط به دوران زندیه در فهرست آثار ملی کشور به ثبت رسیده است. این خانه که در محدوده بافت تاریخی شهر قائن قراردارد، درگذشته متعلق به خانواده سلطانی از ملاکین و بزرگان قائنات بود. کاربری این بنا در حال حاضر نیز مسکونی است و ازنظر ایستایی در وضعیت مطلوبی به سر می‌برد. این بنا با توجه به اینکه دربافت تاریخی قائن قرار گرفته، از ارزش معماری قابل توجهی برخوردار است.

### خانه موسوی
بنای قدیمی خانه موسوی مربوط به دوره پهلوی اول بوده و در تاریخ ۱۰ دی ۱۳۸۱ با شماره ثبت ۶۷۳۲ در فهرست آثار ملی ایران ثبت شده است. این اثر تاریخی در خیابان جانبازان قرار دارد.

## موزه ها
موزه آب واقع در خیابان بازار،  روبروی مسجد جامع. 
موزه عکاسی واقع در خیابان جانبازان ۱٠، خانه تاریخی مصدق
موزه مشاهیر جنب موزه مردم شناسی
موزه مردم شناسی واقع در خیابان جانباران است. 

## سوغات

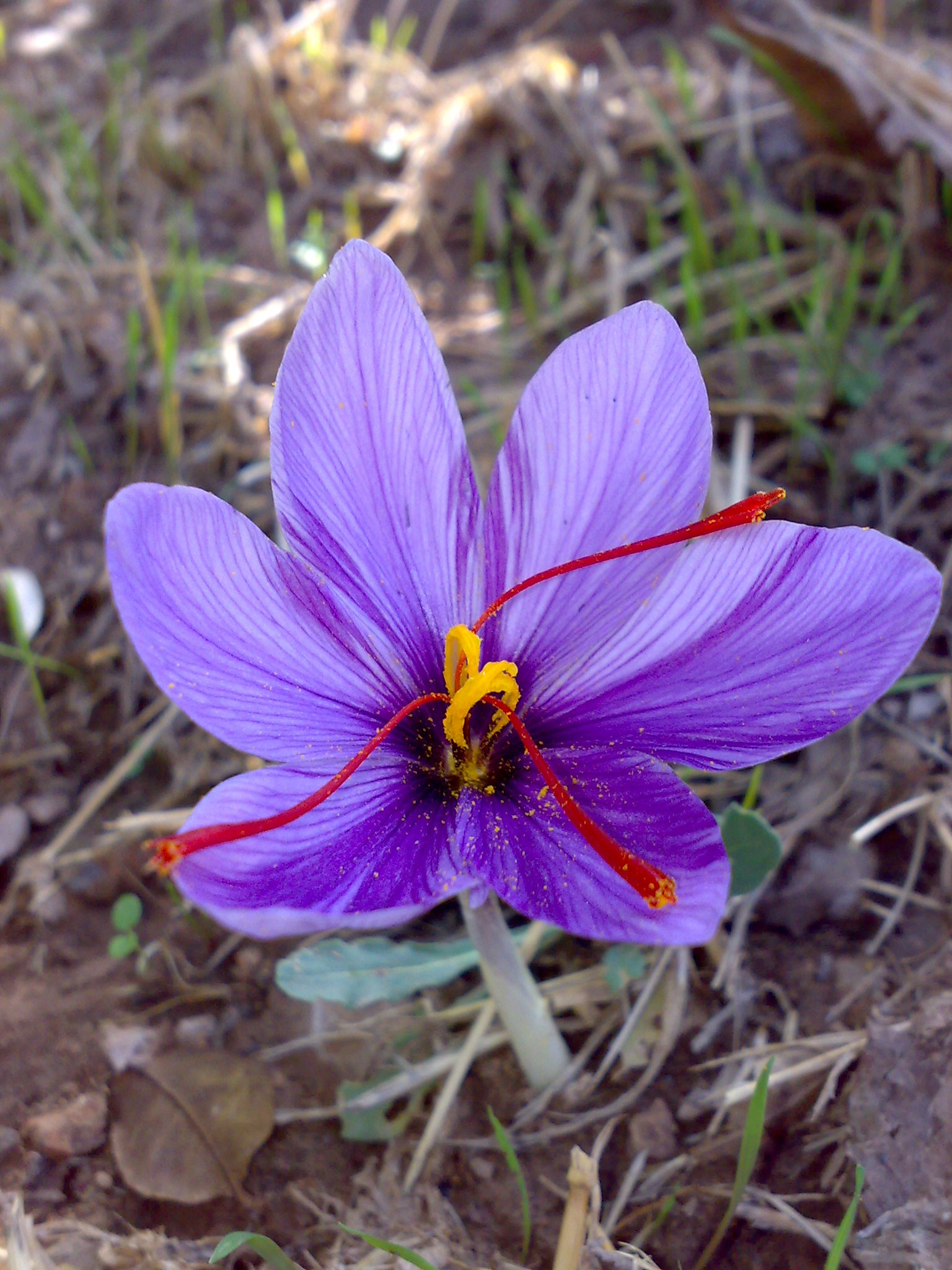
گل زعفران

- زعفران
- زرشک
- بادام
- عناب
- پسته
- آلو بخارا

## بلایای طبیعی

### زمین لرزه
شهرستان قائنات دارای سه گسل فعال بوده و شهر قائن در طول سال‌ها بارها در اثر زمین لرزه آسیب دیده است. برخی از این زمین لرزه‌ها که به شهر قائن آسیب رسانده است عبارتند از: زمین لرزه ۱۴۱ هجری خورشیدی، زمین لرزه ۴۵۸ هجری خورشیدی، زمین لرزه ۱۷ محرم ۹۵۶ هجری خورشیدی، زمین لرزه ۱ مهر ۱۳۲۵، زمین لرزه ۲۷ بهمن ۱۳۴۰، زمین لرزه ۲۰ اردیبهشت ۱۳۷۶.

### خشکسالی
با توجه به اقلیم بیابانی منطقه قائنات خشکسالی همواره بر زندگی مردم قائن تأثیرگذار بوده است. حفر قنات‌های زیاد در منطقه نشان گر میزان اهمیت آب در منطقه می‌باشد. خشکسالی‌های بلند مدت مانند خشکسالی سال ۱۳۲۲ تا ۱۳۲۹ و نیز خشکسالی سال ۱۳۷۸ تا ۱۳۸۳ از این نمونه می‌باشد.

### سیل
حدود ۲۰۰ سال پیش سیل بخش اعظم شهر قائن به ویژه قلعه وارگ آن را ویران کرد.